# Becky Hobbs
Rebecca Ann Hobbs (Bartlesville, 24 gennaio 1950) è una cantautrice e pianista statunitense.

## Biografia
Becky Hobbs è stata notata per la prima volta in ambito musicale dal giornalista Stann Findelle, per poi firmare un contratto con la MCA Records. Nel corso della sua carriera ha accumulato, tra gli anni 70 e 80, quindici ingressi nella Hot Country Songs, classifica dedicata al genere country stilata da Billboard, tra cui una top ten. Si tratta di Let's Get Over Them Together, duetto con Moe Bandy, che ha raggiunto la 10ª posizione nel settembre 1983. Ha inoltre scritto per numerosi artisti country e pop, come Helen Reddy, George Jones, Loretta Lynn, Shelly West, gli Alabama e Ken Mellons.

## Discografia

### Album in studio
- 1974 – Becky Hobbs
- 1975 – From the Heartland
- 1977 – Everyday
- 1979 – Becky Hobbs
- 1988 – All Keyed Up
- 1994 – The Boots I Came to Town In
- 1998 – From Oklahoma with Love
- 2004 – Songs from the Road of Life
- 2006 – Best of the Beckaroo, Vol. 1
- 2011 – Nanyehi: Beloved Woman of the Cherokee

### Singoli
- 1976 – I'm in Love Again
- 1979 – The More I Get the More I Want
- 1979 – I Can't Say Goodbye to You
- 1980 – Just What the Doctor Ordered
- 1980 – I'm Gonna Love You Tonight (Like There's No Tomorrow)
- 1980 – I Learned All About Cheatin' from You
- 1981 – Honky Tonk Saturday Night
- 1983 – Let's Get Over Them Together (con Moe Bandy)
- 1984 – Oklahoma Heart
- 1984 – Pardon Me (Haven't We Loved Somewhere Before)
- 1984 – Wheels in Emotion
- 1985 – Hottest 'Ex' in Texas
- 1985 – You Made Me This Way
- 1988 – Jones on the Jukebox
- 1988 – They Always Look Better When They're Leavin
- 1988 – Are There Any More Like You
- 1989 – Do You Feel the Same Way Too?
- 1990 – Pardon Me (con Moe Bandy)
- 1990 – A Little Hunk of Heaven
- 1991 – Talk Back Trembling Lips
- 1994 – Mama's Green Eyes (And Daddy's Wild Hair)
- 1994 – Pale Moon
- 1998 – Country Girls
- 1998 – Honky Tonk Saturday Night
- 2005 – Another Man in Black
- 2011 – Nahyehi